# 18583 Francescopedani
18583 Francescopedani este o planetă minoră (asteroid) din centura de asteroizi. A fost descoperită pe 7 decembrie 1997 la stazione osservativa di Asiago Cima Ekar⁠(d) de Andrea Boattini⁠(d). 
Obiectul prezintă o orbită caracterizată de o semiaxă mare de 2,4266801 UAi, o excentricitate de 0,18, o înclinație de 3,08251 ° în raport cu ecliptica.